# Piłka nożna w Bułgarii
Piłka nożna (bułg. Футбол fʊdˈboɫ) jest najpopularniejszym sportem w Bułgarii. Jej głównym organizatorem na terenie Bułgarii pozostaje Byłgarski futbolen syjuz (BFS).

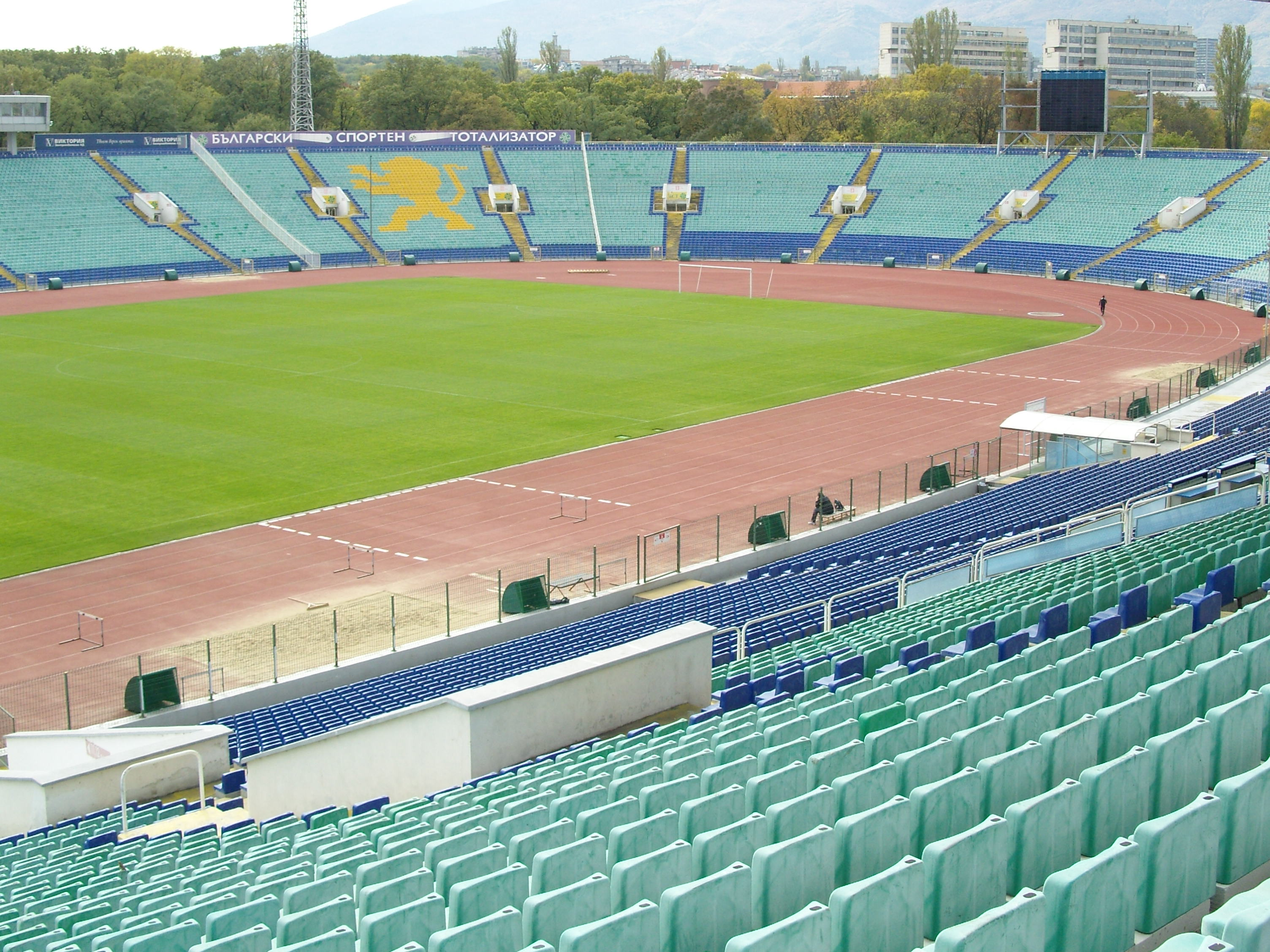
Stadion Narodowy im. Wasiła Lewskiego

Christo Stoiczkow w 1994 zdobył Złotą Piłkę, nagrodę dla najlepszego piłkarza świata. Bułgarscy piłkarze zdobywali tytuł króla strzelców wśród lig europejskich - Złoty But (Petyr Żekow w 1968/69, Georgi Sławkow w 1980/81 i Christo Stoiczkow w 1989/90).
W bułgarskiej 1. PFL grają takie znane kluby świata, jak CSKA Sofia, Lewski Sofia i Łudogorec Razgrad.

## Historia

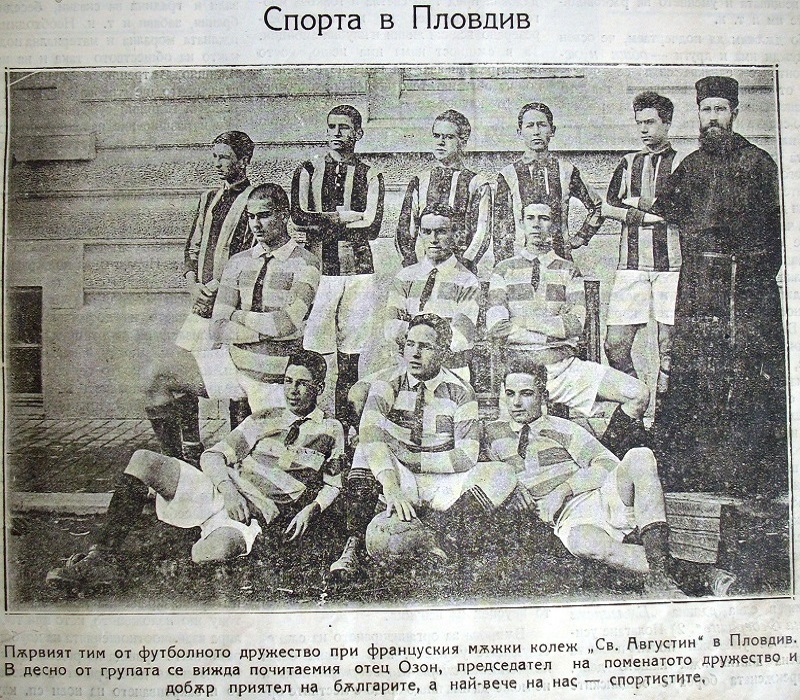
Ojciec Ausone Damperat z drużyną piłkarską Kolegium Francuskiego w 1923 roku.

Piłka nożna zaczęła zyskiwać popularność w Bułgarii pod koniec XIX wieku. Została wprowadzona do szkół w latach 1893-1894 przez zaproszonych do kraju szwajcarskich nauczycieli gimnastyki. Mecz piłki nożnej (początkowo nazywany ритнитоп, ritnitop) został po raz pierwszy rozegrany w Warnie w Liceum dla chłopców w 1894 roku, gdzie został wprowadzony przez Georgesa de Regibusa, a gra została przywieziona do Sofii przez Charlesa Champauda w następnym roku. W 1908 roku w Warnie powstał pierwszy bułgarski klub piłkarski Atłas Warna, a w 1909 FK 13 Sofia i Sportist Warna. 31 lipca 1921 roku powstała liga piłkarska w Sofii, w której zwyciężyła w sezonie 1921/22 Slavia, a w sezonach 1922/23 i 1923/24 Lewski; wkrótce potem założono ligi w Plewenie (północna bułgarska liga piłkarska, po raz pierwszy wygraną przez Ticze Warna), Płowdiwie, Kiustendile (południowo-wschodnia bułgarska liga piłkarska) i Ruse.
Po założeniu bułgarskiej federacji piłkarskiej – BFS w 1923 roku, rozpoczął się proces zorganizowania pierwszych oficjalnych Mistrzostw Bułgarii w sezonie 1924.
W sezonie 1924 po raz pierwszy wystartowały rozgrywki o Dyrżawno pyrwenstwo (Pierwszeństwo kraju), jednak z przyczyn różnych nie wyłoniono mistrza kraju. Rozgrywki prowadzone były systemem pucharowym i uczestniczyły w nim zwycięzcy związków okręgowych. W sezonie 1937 po raz ostatnio zagrano takim systemem, a w sezonie 1937/38 startowały rozgrywki w lidze zwanej Nacionałna futbołna diwizija. Podczas II wojny światowej w latach 1941–1943 ponownie prowadzone rozgrywki systemem pucharowym. We wrześniu 1944 Armia Czerwona zajęła Bułgarię. Od 1945 ponownie startowały rozgrywki o mistrzostwo Bułgarii (Republikansko pyrwenstwo). W sezonie 1948/49 powrócono do systemu ligowego a liga otrzymała nazwę Republikanska futbołna diwizija.
Rozgrywki zawodowej A Republikanskiej futbołnej grupy zainaugurowano w sezonie 1950. W sezonie 2000/01 liga zmieniła nazwę na Wissza profesionałna futbołna liga, a w 2003/04 na A Profesionałna futbołna grupa. W sezonie 2016/17 liga przyjęła nazwę Pyrwa profesionałna futbołna liga.

## Format rozgrywek ligowych
W obowiązującym systemie ligowym trzy najwyższe klasy rozgrywkowe są ogólnokrajowe (1. PFL, 2. PFL i 3. AFL). Dopiero na czwartym poziomie pojawiają się grupy regionalne.

## Puchary
Rozgrywki pucharowe rozgrywane w Bułgarii to:
- Puchar Bułgarii (Купа на България),
- Superpuchar Bułgarii (Суперкупа на България) - mecz między mistrzem kraju i zdobywcą Pucharu.